# Lalobbe
Lalobbe és un municipi francès situat al departament de les Ardenes i a la regió del Gran Est. L'any 2007 tenia 193 habitants.

## Demografia

### Població
El 2007 la població de fet de Lalobbe era de 193 persones. Hi havia 89 famílies de les quals 24 eren unipersonals (4 homes vivint sols i 20 dones vivint soles), 41 parelles sense fills, 20 parelles amb fills i 4 famílies monoparentals amb fills.
La població ha evolucionat segons el següent gràfic:
Habitants censats

### Habitatges
El 2007 hi havia 115 habitatges, 85 eren l'habitatge principal de la família, 16 eren segones residències i 13 estaven desocupats. 112 eren cases i 3 eren apartaments. Dels 85 habitatges principals, 75 estaven ocupats pels seus propietaris, 8 estaven llogats i ocupats pels llogaters i 2 estaven cedits a títol gratuït; 2 tenien dues cambres, 6 en tenien tres, 27 en tenien quatre i 50 en tenien cinc o més. 60 habitatges disposaven pel capbaix d'una plaça de pàrquing. A 37 habitatges hi havia un automòbil i a 37 n'hi havia dos o més.

### Piràmide de població
La piràmide de població per edats i sexe el 2009 era:
| Homes | Edats   | Dones |
| ----- | ------- | ----- |
| 4     | 95 o +  | 0     |
| 0     | 90 a 94 | 0     |
| 4     | 85 a 89 | 0     |
| 4     | 80 a 84 | 12    |
| 4     | 75 a 79 | 8     |
| 4     | 70 a 74 | 16    |
| 8     | 65 a 69 | 8     |
| 0     | 60 a 64 | 0     |
| 0     | 55 a 59 | 0     |
| 8     | 50 a 54 | 8     |
| 12    | 45 a 49 | 4     |
| 16    | 40 a 44 | 20    |
| 4     | 35 a 39 | 0     |
| 4     | 30 a 34 | 0     |
| 0     | 25 a 29 | 4     |
| 4     | 20 a 24 | 0     |
| 8     | 15 a 19 | 0     |
| 8     | 10 a 14 | 8     |
| 4     | 5 a 9   | 0     |
| 0     | 0 a 4   | 0     |

## Economia
El 2007 la població en edat de treballar era de 118 persones, 76 eren actives i 42 eren inactives. De les 76 persones actives 64 estaven ocupades (39 homes i 25 dones) i 11 estaven aturades (5 homes i 6 dones). De les 42 persones inactives 17 estaven jubilades, 12 estaven estudiant i 13 estaven classificades com a «altres inactius».

### Ingressos
El 2009 a Lalobbe hi havia 81 unitats fiscals que integraven 196 persones, la mediana anual d'ingressos fiscals per persona era de 16.063 €.

### Activitats econòmiques
Dels 11 establiments que hi havia el 2007, 1 era d'una empresa extractiva, 1 d'una empresa de fabricació de material elèctric, 2 d'empreses de fabricació d'altres productes industrials, 1 d'una empresa d'hostatgeria i restauració, 1 d'una empresa financera, 2 d'empreses immobiliàries, 1 d'una empresa de serveis, 1 d'una entitat de l'administració pública i 1 d'una empresa classificada com a «altres activitats de serveis».
L'any 2000 a Lalobbe hi havia 7 explotacions agrícoles.

## Poblacions més properes
El següent diagrama mostra les poblacions més properes.